# Desobediencia (o cómo entrenar gallos de pelea)
Desobediencia (o cómo entrenar gallos de pelea) es una película colombiana dirigida y escrita por Juan Pablo Ortiz en su primera experiencia como director de largometrajes. Estrenada en las salas colombianas el 31 de octubre de 2019, la película contó con las actuaciones de Cristian Góngora, Ana Tumal, Brayan Muñoz, Esteban Unigarro, Katherine Ojeda, Eduardo Ortiz y Sergio Elías Ortiz.
En el año de su estreno, la cinta participó en importantes eventos a nivel nacional e internacional como el Festival Iberoamericano de Cine Ambiental y Derechos Humanos, el Festival Experimental de Bogotá (Cineautopsia) y la Muestra Colombia Sur realizada en Suecia y Noruega, entre otros.

## Sinopsis
"Cómo entregar gallos de pelea" es el nombre de un grupo anarquista activo en la década de 1990, que, inspirado en el ensayo Desobediencia civil del autor estadounidense Henry Thoreau, decidió documentar en formato de vídeo todas sus acciones en contra de la maldad que tiene consumida a la humanidad.

## Reparto
- Sergio Elías Ortiz es el primer comandante.
- Ana Tumal es la comandante.
- Brayan Muñoz es el hermano.
- Eduardo Ortiz es el mayor del ejército.
- Esteban Unigarro es Augusto Garavito.